# فاني أوسبورن
فاني أوسبورن (بالإنجليزية: Fanny Osborne)‏ هي رسامة نيوزيلندية، ولدت في 1852 في أوكلاند في نيوزيلندا، وتوفيت في 1934.